# Köse Bahir Mustafa Pasza
Köse Bahir Mustafa Pasza (zm. w kwietniu 1765) - często nazywany w literaturze po prostu jako Mustafa Bahir był tureckim politykiem żyjącym w XVIII wieku. Z pochodzenia Turek urodzony w Çorlu.

Był trzykrotnym wielkim wezyrem (1 lipca 1752-16 lutego 1755, 30 kwietnia 1756-3 grudnia 1756, 29 września 1763-30 marca 1765). Miał bardzo antyrosyjskie poglądy polityczne. Jego dymisja w marcu 1765 umożliwiła rozwinięcie dyplomatycznych kontaktów z Polską. Dlatego do Stambułu pojechał Karol Boscamp-Lasopolski. Mustafa Pasza krytykował plany sojuszu polsko-rosyjskiego.